# Để Mai tính
Để Mai tính és una pel·lícula de comèdia romàntica vietnamita dirigida per Charlie Nguyễn estrenada en 2010. Explica la història de Dũng (Dustin Nguyễn) un relaxat empleat d'un hotel de 5 estrelles que està interessat en Mai (Kathy Uyên), una vietnamita estatunidenca aspirant a cantant. És contractat per un tal Hoi (Thái Hòa) com a assistent personal, la qual cosa li permet anar a Nha Trang per a perseguir a Mai.
En 2014, es va estrenar una pel·lícula spin-off Để Mai tính 2, centrada en Hoi.

## Trama
Dung (Dustin Nguyễn) és un empleat de baix nivell en un hotel que és amable amb els quals li envolten i un romàntic empedreït. Mai (interpretada per Kathy Uyen), una cantant de saló vietnamita d'ultramar que busca la seva oportunitat. Quan tenen una trobada fortuïta, Mai queda encantada per la capacitat de Dung per a resoldre ràpidament les situacions amb enginy i un somriure. Dung se sent consternat en descobrir que Mai és perseguida per un adinerat home de negocis anomenat Antoine (Charlie Nguyen) que li ha ofert a Mai ajuda en la seva carrera com a cantant a canvi d'una relació romàntica.
Dung coneix a Hoi, un acabalat empresari gai, i accepta l'oferta de ser un assistent personal ben pagat amb l'esperança de guanyar prou diners per a convèncer Mai que reconsideri la seva decisió. Dung accepta acompanyar a Hoi a Nha Trang sabent que Mai actuarà allí i amb l'esperança de poder fingir riquesa amb els regals i propietats de Hoi. Mentrestant, Hoi porta al límit el seu acord amb Dung, amb l'esperança d'iniciar la seva pròpia relació romàntica.

## Repartiment
- Dustin Nguyễn com Dũng
- Kathy Uyen com Mai
- Thái Hòa com Hội
- Charlie Nguyễn com Antoine
- Bùi Văn Hải com Minh
- Maryline Tâm Võ com Ánh
- Annie Huỳnh Anh com Vân
- Leon Lê com Sơn
- Trần Trung Lĩnh com Trí
- Đào Duy Tân com Thành
- Bình Minh com Trợ lý của Antoine
- Johnny Trí Nguyễn com Johnny
- Nguyễn Hậu com Thuyền trưởng
- Ngụy Thanh Lan com Thư ký
- Trương Thế Vinh com a Propietari del bar
- Dominic Pereira com a Client de l'hotel
- Tuyền Mập com a Dona en el bany

## Producció
La pel·lícula es va rodar al Vietnam, i seria la primera pel·lícula de gran pressupost dirigida per un director vietnamita d'ultramar (els anomenats Việt Kiều). Es va pensar que la pel·lícula seria una de les primeres pel·lícules d'una nova ona de cinema vietnamita brillant i convencional.

## Estrena
La pel·lícula es va estrenar a Vietnam el 23 d'abril de 2010. La pel·lícula es va estrenar als cinemes dels Estats Units el 10 de setembre de 2011. Després del seu pas per l'estiu, es convertiria en la pel·lícula més taquillera del Vietnam produïda oficialment al país, recaptant 18.000 milions de dongs.